# TMEM156
TMEM156 (англ. Transmembrane protein 156) – білок, який кодується однойменним геном, розташованим у людей на короткому плечі 4-ї хромосоми.  Довжина поліпептидного ланцюга білка становить 296 амінокислот, а молекулярна маса — 34 323.
| 10         |  | 20         |  | 30         |  | 40         |  | 50         |
| ---------- |  | ---------- |  | ---------- |  | ---------- |  | ---------- |
| MTKTALLKLF |  | VAIVITFILI |  | LPEYFKTPKE |  | RTLELSCLEV |  | CLQSNFTYSL |
| SSLNFSFVTF |  | LQPVRETQII |  | MRIFLNPSNF |  | RNFTRTCQDI |  | TGEFKMCSSC |
| LVCESKGNMD |  | FISQEQTSKV |  | LIRRGSMEVK |  | ANDFHSPCQH |  | FNFSVAPLVD |
| HLEEYNTTCH |  | LKNHTGRSTI |  | MEDEPSKEKS |  | INYTCRIMEY |  | PNDCIHISLH |
| LEMDIKNITC |  | SMKITWYILV |  | LLVFIFLIIL |  | TIRKILEGQR |  | RVQKWQSHRD |
| KPTSVLLRGS |  | DSEKLRALNV |  | QVLSAETTQR |  | LPLDQVQEVL |  | PPIPEL     |

A: Аланін

C: Цистеїн

D: Аспарагінова кислота

E: Глутамінова кислота

F: Фенілаланін

G: Гліцин

H: Гістидин

I: Ізолейцин

K: Лізин

L: Лейцин

M: Метіонін

N: Аспарагін

P: Пролін

Q: Глутамін

R: Аргінін

S: Серин

T: Треонін

V: Валін

W: Триптофан

Задіяний у такому біологічному процесі як поліморфізм. 
Локалізований у мембрані.